# Tirreno–Adriatico 2021
Die Radfernfahrt Tirreno–Adriatico 2021 war die 56. Austragung des italienischen Etappenrennens. Das Radrennen fand vom 10. bis zum 16. März im Rahmen von sieben Etappen statt und war Teil der UCI WorldTour 2021.
Gesamtsieger wurde Tadej Pogačar (UAE Team Emirates) vor Wout van Aert (Jumbo-Visma) und Mikel Landa (Bahrain-Victorious). Tadej Pogačar gewann zu dem die Bergwertung und die Nachwuchswertung. Die Punktewertung ging an Wout van Aert. Die Teamwertung sicherte sich die Astana-Premier Tech Mannschaft.

## Streckenführung
Insgesamt legten die Fahrer in den sieben Etappen 1109,1 Kilometer zurück. Es standen zwei flache, drei hüglige und eine Bergetappe sowie ein Einzelzeitfahren am Programm. Die Strecke führte von Lido di Camaiore an der tyrrhenischen Küste nach San Benedetto del Tronto an der adriatischen Küste. Dazwischen mussten der Apennin überquert werden. Der höchste Punkt der Rundfahrt war Prati di Tivo auf 1450 m Seehöhe.
| Etappe         | Datum             | Strecke                                             | Typ                 | km     |
| -------------- | ----------------- | --------------------------------------------------- | ------------------- | ------ |
| 1              | Mi, 10. März 2021 | Lido di Camaiore – Lido di Camaiore                 | Flachetappe         | 156    |
| 2              | Do, 11. März 2021 | Camaiore – Chiusdino                                | Mittelgebirgsetappe | 202    |
| 3              | Fr, 12. März 2021 | Monticiano – Gualdo Tadino                          | Mittelgebirgsetappe | 219    |
| 4              | Sa, 13. März 2021 | Terni – Prati di Tivo                               | Hochgebirgsetappe   | 148    |
| 5              | So, 14. März 2021 | Castellalto – Castelfidardo                         | Mittelgebirgsetappe | 205    |
| 6              | Mo, 15. März 2021 | Castelraimondo – Lido di Fermo                      | Flachetappe         | 169    |
| 7              | Di, 16. März 2021 | San Benedetto del Tronto – San Benedetto del Tronto | Einzelzeitfahren    | 10,1   |
| Gesamtdistanz: | Gesamtdistanz:    | Gesamtdistanz:                                      | Gesamtdistanz:      | 1109,1 |

## Reglement
Im Rahmen der 56. Auflage wurden Trikots für die Gesamtwertung (blau), Sprintwertung (violett), Bergwertung (grün) und Nachwuchswertung (weiß) vergeben. Zusätzlich gab es eine Teamwertung.
Für die Teamwertung wurden die Zeiten der drei besten Fahrer pro Etappe zusammengezählt. Während den Etappen gab es die Möglichkeit, Zeitbonifikationen zu gewinnen, um sich in der Gesamtwertung zu verbessern. Die Vergabe der Sekunden sowie der Punkte für die Sprint- und Bergwertung wird in der folgenden Tabelle erklärt.
|                 |                      | 1. | 2. | 3. | 4. | 5. | 6. | 7. | 8. | 9. | 10. | Platz    |
| Sprintwertung   | Zielankunft          | 12 | 10 | 8  | 7  | 6  | 5  | 4  | 3  | 2  | 1   | Punkte   |
| Sprintwertung   | Zwischensprint       | 5  | 3  | 2  | 1  |    |    |    |    |    |     | Punkte   |
| Bergwertung     | ‘Superior’ Kategorie | 15 | 10 | 7  | 5  | 3  | 2  | 1  |    |    |     | Punkte   |
| Bergwertung     | kategorisiert        | 5  | 3  | 2  | 1  |    |    |    |    |    |     | Punkte   |
| Bonussekununden | Zielankunft          | 10 | 6  | 4  |    |    |    |    |    |    |     | Sekunden |
| Bonussekununden | Zwischensprint       | 3  | 2  | 1  |    |    |    |    |    |    |     | Sekunden |

## Teilnehmende Mannschaften und Fahrer
Neben den 19 UCI WorldTeams standen 6 UCI ProTeams am Start. Für jedes Team starteten sieben Fahrer. Von den 175 Fahrern erreichten 159 Fahrer das Ziel.
Zum ersten Mal in Radsport Saison trafen mehrere Klassementfahrer aufeinander. Zu den Herausforderern des Titelverteidigers Simon Yates (Team BikeExchange) zählten Mikel Landa (Bahrain-Victorious), Egan Bernal, Geraint Thomas (beide Ineos-Grenadiers), Julian Alaphilippe, João Almeida (beide Deceuninck-Quick-Step), Jakob Fuglsang (Astana-Premier Tech), Vincenzo Nibali (Trek-Segafredo), Nairo Quintana (Arkéa Samsic), Sergio Higuita (EF Education-Nippo), Marc Soler (Movistar Team), Romain Bardet (Team DSM), Thibaut Pinot (Groupama-FDJ). Als Top-Favorit ging jedoch Tadej Pogačar an den Start. Der amtierende Tour-de-France-Sieger hatte 2021 bereits die UAE Tour für sich entschieden.
Für großes Interesse sorgte auch Wout van Aert (Jumbo-Visma), der in der Abwesenheit seiner Teamkollegen Primož Roglič und Steven Kruijswijk sein Debüt als Gesamtklassement-Fahrer gab.
Auf den Flachetappen konnten sich Fahrer wie Caleb Ewan (Lotto Soudal), Fernando Gaviria (UAE Team Emirates), Elia Viviani (Cofidis), Álvaro Hodeg (Deceuninck-Quick-Step), Hugo Hofstetter (Israel Start-Up Nation) und Wout van Aert Chancen auf einen Sieg ausrechnen. Der dreimalige Weltmeister Peter Sagan kehrte nach einer überstandenen COVID19-Erkrakung ebenfalls ins Fahrerfeld zurück und bestritt sein erstes Saisonrennen.
Im abschließenden Einzelzeitfahren galt der amtierende Weltmeister Filippo Ganna als Hauptfavorit.
| UCI WorldTeams | UCI WorldTeams        | UCI WorldTeams | UCI WorldTeams                    | UCI WorldTeams | UCI WorldTeams    | UCI ProTeams | UCI ProTeams                  |
| -------------- | --------------------- | -------------- | --------------------------------- | -------------- | ----------------- | ------------ | ----------------------------- |
| ACT            | AG2R Citroën Team     | GFC            | Groupama-FDJ                      | DSM            | Team DSM          | AFC          | Alpecin-Fenix                 |
| APT            | Astana-Premier Tech   | IGD            | Ineos Grenadiers                  | TJV            | Jumbo-Visma       | ANS          | Androni Giocattoli - Sidermec |
| TBV            | Bahrain-Victorious    | TCS            | Intermaché-Wanty-Gobert Matériaux | TQA            | Qhubeka Assos     | EOK          | Eolo-Kometa                   |
| BOH            | Bora-hansgrohe        | ISN            | Israel Start-Up Nation            | TFS            | Trek-Segafredo    | GAZ          | Gazprom-RusVelo               |
| COF            | Cofidis               | LTS            | Lotto Soudal                      | UAD            | UAE Team Emirates | ARK          | Team Arkéa Samsic             |
| DQT            | Deceuninck-Quick-Step | MOV            | Movistar Team                     |                |                   | TDE          | Team Total Direct Energie     |
| EFN            | EF Education-Nippo    | BEX            | Team BikeExchange                 |                |                   |              |                               |

## Rennverlauf und Ergebnisse
Die erste Etappe entschied sich in einem Massensprint, in dem Wout van Aert (Jumbo-Visma) die reinen Sprinter in die Schranken wies und vor Caleb Ewan (Lotto Soudal) und Fernando Gaviria (UAE Team Emirates) gewann. Auf der zweiten Etappe bildete sich 30 Kilometer vor dem Ziel eine starke Ausreißergruppe mit dem Titelverteidiger Simon Yates (Team BikeExchange), Mikel Landa (Bahrain-Victorious), João Almeida (Deceuninck-Quick-Step) und Pavel Sivakov (Ineos-Grenadiers). Die Gruppe konnte erst kurz vor dem Ziel eingeholt werden und Julian Alaphilippe (Deceuninck-Quick-Step) gewann den Bergsprint vor Wout van Aert, der die Gesamtführung behielt. Simon Yates verlor über eine Minute und fiel in der Gesamtwertung weit zurück. Auf der hügligen dritten Etappe siegte Mathieu van der Poel (Alpecin-Fenix) im Sprint. Egan Bernal (Ineos-Grenadiers) war 3 Kilometer vor dem Ziel in einen Sturz verwickelt, verlor aber keine Zeit. Caleb Ewan musste die Fernfahrt krankheitsbedingt verlassen.
Auf der vierten Etappe stand die einzige Bergankunft auf dem Programm. Tadej Pogačar (UAE Team Emirates) griff auf dem letzten Anstieg nach Prati di Tivo 5,7 Kilometer vor dem Ziel an und gewann die Etappe sechs Sekunden vor Simon Yates. Wout van Aert verlor 45 Sekunden und musste das Führungstrikot an Tadej Pogačar abgeben.
Die Vorentscheidung auf den Gesamtsieg fiel auf der fünften Etappe. Bei Kälte, Regen und Wind distanzierte Tadej Pogačar Wout van Aert und belegte Rang zwei hinter dem Sieger Mathieu van der Poel. Der Niederländer hatte bei noch 52 zu fahrenden Kilometern angegriffen und rettete sich mit einem Vorsprung von zehn Sekunden ins Ziel. Die Zeitabstände zwischen den Fahrern waren groß. So verlor der drittplatzierte Sergio Higuita (EF Education-Nippo) über 20 Minuten auf den Etappen Sieger. Tadej Pogačar baute seine Führung in der Gesamtwertung aus und hatte einen Vorsprung von einer Minute und fünfzehn Sekunden auf den zweitplatzierten Wout van Aert. Auf Platz drei lag Mikel Landa mit drei Minuten Rückstand.
Auf der sechsten Etappe kam der Sieger aus der Ausreißergruppe. Mads Würtz Schmitt (Israel Start-Up Nation), der es bereits auf der vierten Etappe versucht hatte, gewann vor Brent Van Moer (Lotto Soudal) und Simone Velasco (Gazprom-Rusvelo) aus einer fünfköpfigen Gruppe. In der Gesamtwertung kam es zu keiner Veränderung.
Im abschließenden Zeitfahren gewann Wout van Aert mit sechs Sekunden Vorsprung auf Stefan Küng (Groupama-FDJ). Der amtierende Zeitfahrweltmeister Filippo Ganna (Ineos Grenadiers) wurde dritter. In der Gesamtwertung konnte Wout van Aert Tadej Pogačar jedoch nicht mehr abfangen, da der Slowene mit Rang vier nur zwölf Sekunden verlor. Mikel Landa konnte sich im Kampf um Platz drei gegen Egan Bernal behaupten.
Etappe 1: Lido di Camaiore – Lido di Camaiore (156km)
Start und Ziel der ersten Etappe war der Ort Lido di Camaiore an der Küste des Tyrrhenischen Meers. Zunächst mussten die Fahrer einen Rundkurs dreimal absolvieren, bei dem es pro Runde einen kategorisierten Anstieg gab. Anschließend wurde ein anderer Rundkurs zweimal befahren bei dem eine Sprintwertung auf dem Programm stand. Die Etappe endete in einem Massensprint.
| Platz | Fahrer              | Nation | Team                   | Zeit                   |
| ----- | ------------------- | ------ | ---------------------- | ---------------------- |
| 01.   | Wout van Aert       | BEL    | Jumbo-Visma            | 3:36:17 h (43,28 km/h) |
| 02.   | Caleb Ewan          | AUS    | Lotto Soudal           | "                      |
| 03.   | Fernando Gaviria    | COL    | UAE-Team Emirates      | "                      |
| 04.   | Andrea Vendrame     | ITA    | AG2R Citroën Team      | "                      |
| 05.   | Luka Mezgec         | SLO    | Team BikeExchange      | "                      |
| 06.   | Tim Merlier         | BEL    | Alpecin-Fenix          | "                      |
| 07.   | Álvaro Hodeg        | COL    | Deceuninck-Quick-Step  | "                      |
| 08.   | Davide Ballerini    | ITA    | Deceuninck-Quick-Step  | "                      |
| 09.   | Iván García Cortina | ESP    | Movistar Team          | "                      |
| 10.   | Hugo Hofstetter     | FRA    | Israel Start-Up Nation | "                      |

| Platz | Fahrer           | Nation | Team                        | Zeit       |
| ----- | ---------------- | ------ | --------------------------- | ---------- |
| 01.   | Wout van Aert    | BEL    | Jumbo-Visma                 | 3:36:07 h  |
| 02.   | Caleb Ewan       | AUS    | Lotto Soudal                | + 0:04 min |
| 03.   | Fernando Gaviria | COL    | Trek-Segafredo              | + 0:06 min |
| 04.   | Simone Velasco   | ITA    | Gazprom-RusVelo             | + 0:07 min |
| 05.   | Mattia Bais      | ITA    | Androni Giocattoli-Sidermec | + 0:08 min |
| 06.   | Andrea Vendrame  | ITA    | AG2R Citroën Team           | + 0:10 min |
| 07.   | Luka Mezgec      | SLO    | Team BikeExchange           | "          |
| 08.   | Tim Merlier      | BEL    | Alpecin-Fenix               | "          |
| 09.   | Álvaro Hodeg     | COL    | Deceuninck-Quick-Step       | "          |
| 10.   | Davide Ballerini | ITA    | Deceuninck-Quick-Step       | "          |

Etappe 2: Camaiore – Chiusdino (202km)
Die zweite Etappe führte von Camaiore nach Chiusdino. Es mussten zwei kategorisierte Anstiege und eine Sprintwertungen absolviert werden. Die Etappe endete in einem Bergsprint aus einer kleinen Gruppe.
| Platz | Fahrer               | Nation | Team                  | Zeit                   |
| ----- | -------------------- | ------ | --------------------- | ---------------------- |
| 01.   | Julian Alaphilippe   | FRA    | Deceuninck-Quick-Step | 5:01:32 h (40,19 km/h) |
| 02.   | Mathieu van der Poel | NED    | Alpecin-Fenix         | "                      |
| 03.   | Wout van Aert        | BEL    | Jumbo-Visma           | "                      |
| 04.   | Tadej Pogačar        | SLO    | UAE-Team Emirates     | "                      |
| 05.   | Alex Aranburu        | ESP    | Astana-Premier Tech   | "                      |
| 06.   | Robert Stannard      | AUS    | Team BikeExchange     | "                      |
| 07.   | João Almeida         | POR    | Deceuninck-Quick-Step | "                      |
| 08.   | Greg Van Avermaet    | BEL    | AG2R Citroën Team     | "                      |
| 09.   | Tim Wellens          | BEL    | Lotto Soudal          | "                      |
| 10.   | Giulio Ciccone       | ITA    | Trek-Segafredo        | "                      |

| Platz | Fahrer               | Nation | Team                  | Zeit       |
| ----- | -------------------- | ------ | --------------------- | ---------- |
| 01.   | Wout van Aert        | BEL    | Jumbo-Visma           | 8:37:35 h  |
| 02.   | Julian Alaphilippe   | FRA    | Deceuninck-Quick-Step | + 0:04 min |
| 03.   | Mathieu van der Poel | NED    | Alpecin-Fenix         | + 0:08 min |
| 04.   | Pavel Sivakov        | RUS    | Ineos Grenadiers      | + 0:11 min |
| 05.   | Mikel Landa          | ESP    | Bahrain-Victorious    | + 0:13 min |
| 06.   | Andrea Vendrame      | ITA    | AG2R Citroën Team     | + 0:14 min |
| 07.   | Robert Stannard      | AUS    | Team BikeExchange     | "          |
| 08.   | João Almeida         | POR    | Deceuninck-Quick-Step | "          |
| 09.   | Tadej Pogačar        | SLO    | UAE-Team Emirates     | "          |
| 10.   | Alex Aranburu        | ESP    | Astana-Premier Tech   | "          |

Etappe 3: Monticiano – Gualdo Tadino (219km)
Die dritte Etappe startete in Monticiano und führte über einen hügligen Parcours nach Gualdo Tadino. Auf der längsten Etappe der Austragung mussten zwei kategorisierte Bergwertungen sowie eine Sprintwertungen absolviert werden. Die Etappe endete in einem Bergsprint.
| Platz | Fahrer               | Nation | Team                   | Zeit                   |
| ----- | -------------------- | ------ | ---------------------- | ---------------------- |
| 01.   | Mathieu van der Poel | NED    | Alpecin-Fenix          | 5:24:18 h (40,52 km/h) |
| 02.   | Wout van Aert        | BEL    | Jumbo-Visma            | "                      |
| 03.   | Davide Ballerini     | ITA    | Deceuninck-Quick-Step  | "                      |
| 04.   | Sergio Higuita       | COL    | EF Education-Nippo     | "                      |
| 05.   | Greg Van Avermaet    | BEL    | AG2R Citroën Team      | "                      |
| 06.   | Jasper De Buyst      | BEL    | Lotto Soudal           | "                      |
| 07.   | Iván García Cortina  | ESP    | Movistar Team          | "                      |
| 08.   | Tadej Pogačar        | SLO    | UAE-Team Emirates      | "                      |
| 09.   | Gonzalo Serrano      | ESP    | Movistar Team          | "                      |
| 10.   | Hugo Hofstetter      | FRA    | Israel Start-Up Nation | "                      |

| Platz | Fahrer               | Nation | Team                  | Zeit       |
| ----- | -------------------- | ------ | --------------------- | ---------- |
| 01.   | Wout van Aert        | BEL    | Jumbo-Visma           | 14:01:47 h |
| 02.   | Mathieu van der Poel | NED    | Alpecin-Fenix         | + 0:04 min |
| 03.   | Julian Alaphilippe   | FRA    | Deceuninck-Quick-Step | + 0:10 min |
| 04.   | Mikel Landa          | ESP    | Bahrain-Victorious    | + 0:19 min |
| 05.   | Tadej Pogačar        | SLO    | UAE-Team Emirates     | + 0:20 min |
| 06.   | Robert Stannard      | AUS    | Team BikeExchange     | "          |
| 07.   | João Almeida         | POR    | Deceuninck-Quick-Step | "          |
| 08.   | Sergio Higuita       | COL    | EF Education-Nippo    | "          |
| 09.   | Jasper De Buyst      | BEL    | Lotto Soudal          | "          |
| 10.   | Patrick Konrad       | AUT    | Bora-Hansgrohe        | "          |

Etappe 4: Terni – Prati di Tivo (148km)
Die vierte Etappe startete in Terni und endete in Prati di Tivo auf 1450 m Seehöhe mit einer Bergankunft. Zuvor wurde der Passo Capannelle (1299 m) überquert werden. Neben den beiden Anstiegen der ‘Superior’ Kategorie stand auch eine Sprintwertung im Schlussanstieg auf dem Programm.
| Platz | Fahrer         | Nation | Team                  | Zeit                   |
| ----- | -------------- | ------ | --------------------- | ---------------------- |
| 01.   | Tadej Pogačar  | SLO    | UAE-Team Emirates     | 3:51:24 h (38,38 km/h) |
| 02.   | Simon Yates    | GBR    | Team BikeExchange     | + 0:06 min             |
| 03.   | Sergio Higuita | COL    | EF Education-Nippo    | + 0:29 min             |
| 04.   | Mikel Landa    | ESP    | Bahrain-Victorious    | "                      |
| 05.   | Nairo Quintana | COL    | Team Arkéa Samcis     | + 0:31 min             |
| 06.   | João Almeida   | POR    | Deceuninck-Quick-Step | + 0:35 min             |
| 07.   | Matteo Fabbro  | ITA    | Bora-Hansgrohe        | + 0:42 min             |
| 08.   | Simon Carr     | GBR    | EF Education-Nippo    | "                      |
| 09.   | Wout van Aert  | BEL    | Jumbo-Visma           | + 0:45 min             |
| 10.   | Jakob Fuglsang | DEN    | Astana-Premier Tech   | "                      |

| Platz | Fahrer         | Nation | Team                  | Zeit       |
| ----- | -------------- | ------ | --------------------- | ---------- |
| 01.   | Tadej Pogačar  | SLO    | UAE-Team Emirates     | 13:26:40 h |
| 02.   | Wout van Aert  | BEL    | Jumbo-Visma           | + 0:35 min |
| 03.   | Sergio Higuita | COL    | EF Education-Nippo    | "          |
| 04.   | Mikel Landa    | ESP    | Bahrain-Victorious    | + 0:38 min |
| 05.   | Nairo Quintana | COL    | Team Arkéa Samcis     | + 0:41 min |
| 06.   | João Almeida   | POR    | Deceuninck-Quick-Step | + 0:45 min |
| 07.   | Jakob Fuglsang | DEN    | Astana-Premier Tech   | + 0:55 min |
| 08.   | Simon Carr     | GBR    | EF Education-Nippo    | + 1:03 min |
| 09.   | Matteo Fabbro  | ITA    | Bora-Hansgrohe        | + 1:12 min |
| 10.   | Geraint Thomas | GBR    | Ineos-Grenadiers      | + 1:25 min |

Etappe 5: Castellalto – Castelfidardo (205km)
Die fünfte Etappe startete in Castellalto und führte nach Castelfidardo. Nach den ersten 100 flachen Kilometern, folgte ein hügliger Rundkurs, der viermal befahren wurde. Insgesamt mussten fünf kategorisierte Anstiege und eine Sprintwertungen absolviert werden.
| Platz | Fahrer               | Nation | Team                   | Zeit                   |
| ----- | -------------------- | ------ | ---------------------- | ---------------------- |
| 01.   | Mathieu van der Poel | NED    | Alpecin-Fenix          | 4:48:17 h (42,67 km/h) |
| 02.   | Tadej Pogačar        | SLO    | UAE-Team Emirates      | + 0:10 min             |
| 03.   | Wout van Aert        | BEL    | Jumbo-Visma            | + 0:49 min             |
| 04.   | Fabio Felline        | ITA    | Astana-Premier Tech    | + 1:26 min             |
| 05.   | Egan Bernal          | COL    | Ineos-Grenadiers       | + 2:07 min             |
| 06.   | Davide Formolo       | ITA    | UAE-Team Emirates      | "                      |
| 07.   | Tim Wellens          | BEL    | Lotto Soudal           | + 2:18 min             |
| 08.   | Alessandro De Marchi | ITA    | Israel Start-Up Nation | "                      |
| 09.   | Mikel Landa          | ESP    | Bahrain-Victorious     | + 2:25 min             |
| 10.   | Matteo Fabbro        | ITA    | Bora-Hansgrohe         | + 2:45 min             |

| Platz | Fahrer          | Nation | Team                  | Zeit       |
| ----- | --------------- | ------ | --------------------- | ---------- |
| 01.   | Tadej Pogačar   | SLO    | UAE-Team Emirates     | 22:41:41 h |
| 02.   | Wout van Aert   | BEL    | Jumbo-Visma           | + 1:15 min |
| 03.   | Mikel Landa     | ESP    | Bahrain-Victorious    | + 3:00 min |
| 04.   | Egan Bernal     | COL    | Ineos-Grenadiers      | + 3:30 min |
| 05.   | Matteo Fabbro   | ITA    | Bora-Hansgrohe        | + 3:54 min |
| 06.   | Tim Wellens     | BEL    | Lotto Soudal          | + 4:30 min |
| 07.   | João Almeida    | POR    | Deceuninck-Quick-Step | + 4:42 min |
| 08.   | Romain Bardet   | FRA    | Team DSM              | + 5:03 min |
| 09.   | Vincenzo Nibali | ITA    | Trek-Segafredo        | + 5:54 min |
| 10.   | Simon Yates     | GBR    | Team BikeExchange     | + 6:58 min |

Etappe 6: Castelraimondo – Lido di Fermo (169km)
Die sechste Etappe startete in Castelrainmondo führte nach Lido di Fermo. Auf dem Programm standen eine kategorisierte Bergwertung und ein Zwischensprint. Die Etappe wurde von der Ausreißergruppe gewonnen.
| Platz | Fahrer             | Nation | Team                              | Zeit                   |
| ----- | ------------------ | ------ | --------------------------------- | ---------------------- |
| 01.   | Mads Würtz Schmidt | DEN    | Israel Start-Up Nation            | 3:42:09 h (45,64 km/h) |
| 02.   | Brent Van Moer     | BEL    | Lotto Soudal                      | "                      |
| 03.   | Simone Velasco     | ITA    | Gazprom-RusVelo                   | "                      |
| 04.   | Jan Bakelants      | BEL    | Intermaché-Wanty-Gobert Matériaux | "                      |
| 05.   | Nelson Oliveira    | POR    | Movistar Team                     | "                      |
| 06.   | Emīls Liepiņš      | LVA    | Trek-Segafredo                    | + 0:25 min             |
| 07.   | Tim Merlier        | BEL    | Alpecin-Fenix                     | + 1:09 min             |
| 08.   | Davide Ballerini   | ITA    | Deceuninck-Quick-Step             | "                      |
| 09.   | Elia Viviani       | ITA    | Cofidis, Solutions Crédits        | "                      |
| 10.   | Max Kanter         | GER    | Team DSM                          | "                      |

| Platz | Fahrer          | Nation | Team                  | Zeit       |
| ----- | --------------- | ------ | --------------------- | ---------- |
| 01.   | Tadej Pogačar   | SLO    | UAE-Team Emirates     | 26:24:59 h |
| 02.   | Wout van Aert   | BEL    | Jumbo-Visma           | + 1:15 min |
| 03.   | Mikel Landa     | ESP    | Bahrain-Victorious    | + 3:00 min |
| 04.   | Egan Bernal     | COL    | Ineos-Grenadiers      | + 3:30 min |
| 05.   | Matteo Fabbro   | ITA    | Bora-Hansgrohe        | + 3:54 min |
| 06.   | Tim Wellens     | BEL    | Lotto Soudal          | + 4:30 min |
| 07.   | João Almeida    | POR    | Deceuninck-Quick-Step | + 4:42 min |
| 08.   | Romain Bardet   | FRA    | Team DSM              | + 5:03 min |
| 09.   | Vincenzo Nibali | ITA    | Trek-Segafredo        | + 5:54 min |
| 10.   | Simon Yates     | GBR    | Team BikeExchange     | + 6:58 min |

Etappe 7: San Benedetto del Tronto – San Benedetto del Tronto (10,1km)
Die siebte und letzte Etappe wurde als Einzelzeitfahren in San Benedetto del Tronto am Adriatischen Meer ausgetragen.
| Platz | Fahrer            | Nation | Team                  | Zeit                   |
| ----- | ----------------- | ------ | --------------------- | ---------------------- |
| 01.   | Wout van Aert     | BEL    | Jumbo-Visma           | 0:11:06 h (54.59 km/h) |
| 02.   | Stefan Küng       | SUI    | Groupama-FDJ          | + 0:06 min             |
| 03.   | Filippo Ganna     | ITA    | Ineos-Grenadiers      | + 0:11 min             |
| 04.   | Tadej Pogačar     | SLO    | UAE-Team Emirates     | + 0:12 min             |
| 05.   | Benjamin Thomas   | FRA    | Groupama-FDJ          | + 0:16 min             |
| 06.   | Alberto Bettiol   | ITA    | EF Edukation-Nippo    | + 0:18 min             |
| 07.   | João Almeida      | POR    | Deceuninck-Quick-Step | + 0:24 min             |
| 08.   | Kasper Asgreen    | DEN    | Deceuninck-Quick-Step | + 0:26 min             |
| 09.   | Michael Hepburn   | AUS    | Team BikeExchange     | + 0:27 min             |
| 10.   | Tobias Ludvigsson | SWE    | Groupama-FDJ          | + 0:28 min             |

| Platz | Fahrer          | Nation | Team                  | Zeit       |
| ----- | --------------- | ------ | --------------------- | ---------- |
| 01.   | Tadej Pogačar   | SLO    | UAE-Team Emirates     | 26:36:17 h |
| 02.   | Wout van Aert   | BEL    | Jumbo-Visma           | + 1:03 min |
| 03.   | Mikel Landa     | ESP    | Bahrain-Victorious    | + 3:57 min |
| 04.   | Egan Bernal     | COL    | Ineos-Grenadiers      | + 4:13 min |
| 05.   | Matteo Fabbro   | ITA    | Bora-Hansgrohe        | + 4:37 min |
| 06.   | João Almeida    | POR    | Deceuninck-Quick-Step | + 4:54 min |
| 07.   | Tim Wellens     | BEL    | Lotto Soudal          | + 5:00 min |
| 08.   | Romain Bardet   | FRA    | Team DSM              | + 5:50 min |
| 09.   | Vincenzo Nibali | ITA    | Trek-Segafredo        | + 6:30 min |
| 10.   | Simon Yates     | GBR    | Team BikeExchange     | + 7:45 min |

## Wertungen im Verlauf
| Etappe         | Etappensieger        | Gesamtwertung | Sprintwertung | Bergwertung       | Nachwuchswertung | Teamwertung           |
| -------------- | -------------------- | ------------- | ------------- | ----------------- | ---------------- | --------------------- |
| 1              | Wout van Aert        | Wout van Aert | Wout van Aert | Vincenzo Albanese | Mattia Bais      | Deceuninck-Quick Step |
| 2              | Julian Alaphilippe   | Wout van Aert | Wout van Aert | Vincenzo Albanese | Pavel Sivakov    | Deceuninck-Quick Step |
| 3              | Mathieu van der Poel | Wout van Aert | Wout van Aert | Vincenzo Albanese | Tadej Pogačar    | Deceuninck-Quick Step |
| 4              | Tadej Pogacăr        | Tadej Pogačar | Wout van Aert | Tadej Pogačar     | Tadej Pogačar    | Ineos Grenadiers      |
| 5              | Mathieu van der Poel | Tadej Pogačar | Wout van Aert | Tadej Pogačar     | Tadej Pogačar    | Astana-Premier Tech   |
| 6              | Mads Würtz Schmidt   | Tadej Pogačar | Wout van Aert | Tadej Pogačar     | Tadej Pogačar    | Astana-Premier Tech   |
| 7              | Wout van Aert        | Tadej Pogačar | Wout van Aert | Tadej Pogačar     | Tadej Pogačar    | Astana-Premier Tech   |
| Wertungssieger | Wertungssieger       | Tadej Pogačar | Wout van Aert | Tadej Pogačar     | Tadej Pogačar    | Astana-Premier Tech   |